# Hollandaisesås

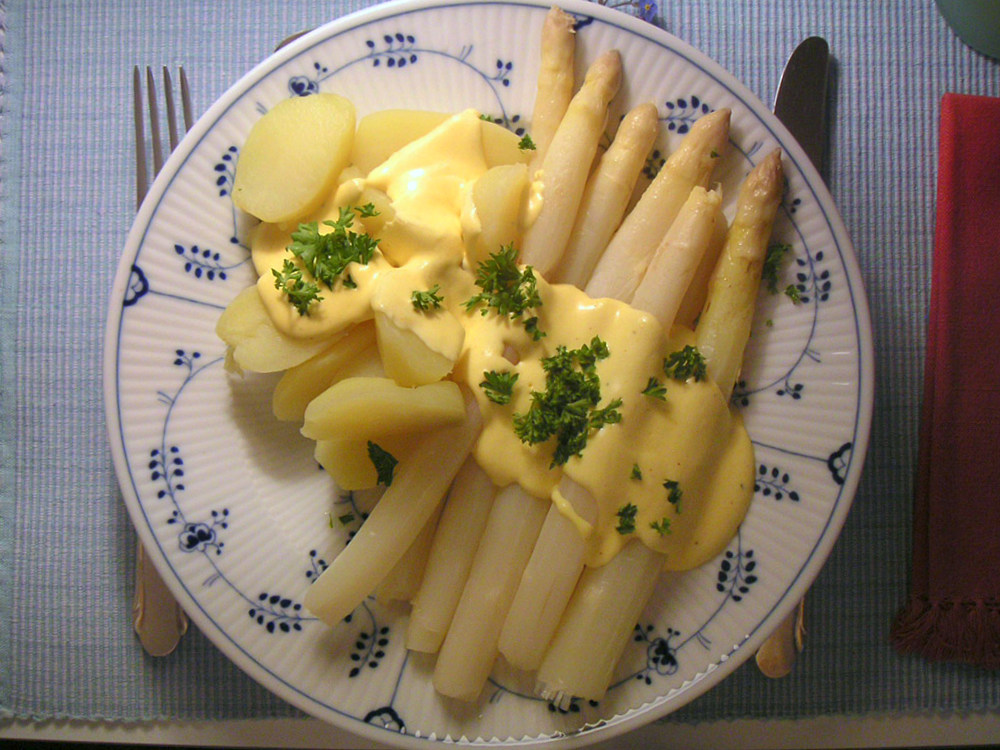
Kokt vit sparris med hollandaisesås.

Hollandaisesås, "holländsk sås", gjord på bland annat smör, citron, vinäger, äggula och kajennpeppar. Den är vanligen kryddad med salt och vitpeppar, och passar bra till exempelvis fisk eller grönsaksrätter, exempelvis sparris. Det är en av ingredienserna i ägg benedict.
Såsen räknas som en av grundsåserna i det franska köket och används således som grund för många andra såser.